# Mbombe
Mbombe 6x6 — колісна бронемашина з посиленим протимінним захистом виробництва південноафриканської компанії Paramount Group. Конструкція бронемашини дозволяє витримувати підрив протитанкової міни фугасної дії.

## Варіанти
- Mbombe 8 — бронетранспортер із колісною формулою 8х8. Бойова маса машини 30 тонн, БТР здатний розвивати швидкість 100 км/год.
- Mbombe 6 — бойова колісна машина 6×6 з протимінним захистом. Має вагу 17 тонн і здатна розвивати швидкість 100 км/год. Машина Пропонується в різних варіантах: Бронетранспортер, Самохідний міномет, Машина вогневої підтримки, Командно-штабна машина та санітарна машина, а також може бути носієм ПТРК та ПЗРК.
- Mbombe 4 —  машина з колісною формулою 4×4, класу MRAP. Має вагу 16-17 тонн і здатна розвивати швидкість 140 км/год.

## Оператори
- ПАР — проходять випробування, офіційно не прийняті на озброєння.
- Казахстан — 1 дослідна машина «Барыс 3» (модифікація Mbombe-8)[2]
- Йорданія — від 25 до 50 одиниць «Mbombe-6»
- Індія — 80 одиниць «Kalyani M4». (Kalyani M4 є Індійською модифікацією Mbombe-4).
- Еквадор[3][4]
- Лівія

### Можливі
- Україна — у квітні 2024 року головнокомандувачу збройних сил України Олександру Сирському представили українську бронемашину візуально дуже схожу з Mbombe-6, назву машини не розголошують. Машина обладнана українським бойовим модулем «Спис-Синтез»[5].